# Григор'єва Ганна Савівна
Григор'єва Ганна Савівна (нар. 20 серпня 1949, с. Нова Гута, Чемеровецький р-н, Хмельницька область) — радянська та українська вчена-хімік, доктор хімічних наук (1992)..

## Біографія
Григор'єва Ганна Савівна закінчила 1971 р. Київський університет. Працювала в Києві в Інститут фізичної хімії АНУ у 1971—1992 рр.; з 1993 р. — головний науковий співробітник, з 2000 р. — заступник директора з наукової роботи Інституту фармакології та токсикології АМН України.

## Наукові дослідження
Основний напрям наукових досліджень — проблеми біонеорганічної та фармацевтичної хімії, розробка методів синтезу та фізико-хімічної ідентифікації координаційних сполук металів і ліпосомальних систем.
Обґрунтувала координаційно-хімічний принцип оптимізації фармакологічного ефекту лікарських засобів. Співавторка лікарських засобів «Антраль», «Ліолів», «Вітам», «Есмін», «Ліпофлавон».

## Основні наукові праці
- Координаційні сполуки металів в медицині. К., 1986 (співавт.);
- Обґрунтування клінічного застосування ліпосомального засобу «Ліолів» // Ліки. 1995. № 4;
- Оптимізація фармакотерапевтичної активності біометалів при комплексоутворенні // Микроэлементы в медицине и биологии. 2001. Т. 2, № 1;
- New liposomal medicine «Lioliv»: membrane-protective aspects of hepatoprotective action // Liposome Advance. London, 2003 (співавт.);
- Physical chemical grounds of the membrane tropic factors in mechanism of liposomal medicines // Progress in Drug and Vaccine Delivery. London, 2005.